# Marca Billunga

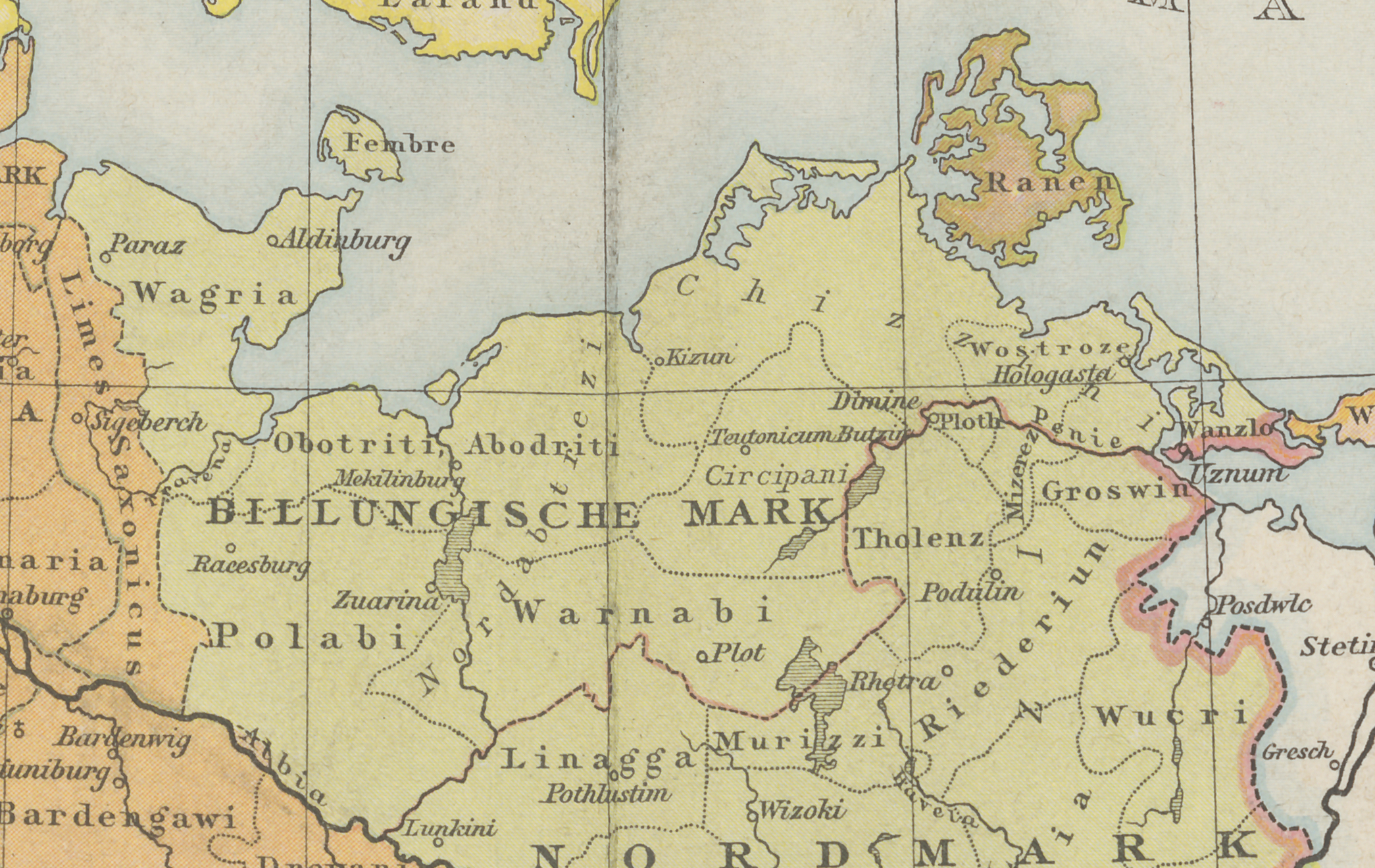
La Marca Billunga al voltant del 1000, perfilada en vermell

La Marca Billunga o Marca dels Billungs —Billunger Mark o Mark der Billunger (alemany)— fou una jurisdicció feudal de marca al nord-est del Ducat de Saxònia al segle x. Se li va donar el nom de la família que tenia el govern, la casa de Billung o Billúngides.
La marca anava des del riu Elba a la mar Bàltica i des del presumit Limes Saxoniae fins al riu Peene a l'est, aproximadament el territori actual de Holstein oriental, Mecklemburg-Pomerània Occidental, i parts de Pomerània Occidental. L'expansió alemanya a la regió de la marca dels Billungs fou "natural" i l'assentament una autèntica colonització veritable. Això es pot contrastar amb l'ocupació militar de la Marca Geronis, la gran marca de Geró al sud de la dels Billungs.
La marca Billunga es va formar el 936, quan Otó I, duc de Saxònia i rei de França Oriental, va nomenar a Herman Billung princeps militiae (marcgravi de fet, però literalment "príncep de la milícia"), concedint-li control de la frontera amb el govern sobre les tribus obotrites eslaves occidentals, incloent-hi els polabi, warnabi i wagri, així com els redarii, circipani, i tribus de kissini de la confederació dels Veleti, i els danes, que havien fet repetidament campanya en el territori. La major part de la terra dels liutici i els hevelli se situava més enllà del domini d'Hermann, a la Marca Geronis. Els eslaus d'aquesta regió eren sovint mútuament hostils i així cap resistència organitzada no fou trobava pels alemanys. No obstant això el 955 el principal "nako" (cap) obotrite va aprofitar l'ocasió i es va aliar amb els nebots d'Herman, els comtes saxons Wichmann el Jove i Egbert el Borni en la seva baralla domèstica amb el seu oncle. La seva rebel·lió oberta va culminar en la batalla del Recknitz, on els obotrites foren completament derrotats per les tropes del rei Otó.
Herman va gaudir de molta autonomia en la seva marca i se l'anomena a vegades com el "duc de Saxònia", un títol que era de fet tingut per Otó, a causa del grau d'autoritat desplegat i que el rei li delegava com el seu suplent. La germanització Ostsiedlung de les marques orientals va conduir a molts segles de guerra; l'Església Catòlica Romana, tanmateix, "més previsora que la corona... va fer ús del delme a les terres colonials des de bon començament." La política eclesiàstica hauria conduït a una cristianització molt abans que a la germanització.
Herman va morir el 973 i el va succeir el seu fill Bernat I, que si que fou duc de Saxònia. Com la veïna marca del Nord, la marca dels Billungs fou abandonada finalment després de la revolta dels obotrites i velets el 983.